# Gmina Stary Zamość
Die Gmina Stary Zamość ist eine Landgemeinde im Powiat Zamojski der Woiwodschaft Lublin in Polen. Ihr Sitz ist das gleichnamige Dorf.

## Gliederung
Zur Landgemeinde Stary Zamość gehören folgende 19 Ortschaften mit einem Schulzenamt:
Borowina
Chomęciska Duże Pierwsze
Chomęciska Duże Drugie
Chomęciska Małe
Krasne
Majdan Sitaniecki
Nowa Wieś
Podkrasne
Podstary Zamość
Podstary Zamość-Doły
Stary Zamość
Stary Zamość-Gościniec
Udrycze-Kolonia
Udrycze-Koniec
Udrycze-Wola
Wierzba Pierwsza
Wierzba Druga
Wisłowiec
Wisłowiec-Kolonia
Weitere Orte der Gemeinde sind Bezednia, Chomęciska Duże-Kolonia, Niwa, Pańska Dolina und Różki.